# Мстиславово евангелие
Мстиславовото евангелие е страроруско апракос евангелие написано в Новгород по поръчка на Новгородския княз Мстислав.
Ръкописът съдържа 213 листа и е украсен с четири миниатюри изобразяващи евангелистите. Според приписката в края на текста, апракосът е съставен от Алекс, син на презвитер Лазар.
Заедно с други староруски пълни апракоси от ХІІ век, паметникът отразява ясно резултатите от Преславската редакция на старобългарските библейски преводи .